# River North Esk (vattendrag i Storbritannien, Angus)
River North Esk är ett vattendrag i Storbritannien.   Det ligger i kommunen Angus och riksdelen Skottland, i den norra delen av landet, 600 km norr om huvudstaden London.